# Viroaga, Constanța
Viroaga este un sat în comuna Cerchezu din județul Constanța, Dobrogea, România. Se află în partea de sud a județului, în Podișul Negru Vodă. La recensământul din 2002 avea o populație de 550 locuitori. În trecut s-a numit Calfachioi (în turcă Kalfaköy).
Satul Căciulați (în trecut Cealmagea) a fost comasat cu satul Viroaga în urma reformei administrative din 1968.